# Târgu Mureș (stacja kolejowa)
Târgu Mureș – stacja kolejowa w Târgu Mureș, w okręgu Marusza, w Rumunii. Znajdują się na niej 4 perony.